# Rima Batalova
Rima Batalova –en ruso, Рима Баталова– (1 de enero de 1964) es una deportista rusa que compitió en atletismo adaptado. Ganó diecisiete medallas en los Juegos Paralímpicos de Verano entre los años 1988 y 2004.

## Palmarés internacional
| Representando a la URSS           |                          |                   |               |
| Juegos Paralímpicos               |                          |                   |               |
| Año                               | Lugar                    | Medalla           | Prueba        |
| 1988                              | Seúl (Corea del Sur)     | Medalla de oro    | 400 m B2      |
| 1988                              | Seúl (Corea del Sur)     | Medalla de oro    | 800 m B2      |
| 1988                              | Seúl (Corea del Sur)     | Medalla de bronce | 100 m B2      |
| Representando al Equipo Unificado |                          |                   |               |
| Juegos Paralímpicos               |                          |                   |               |
| Año                               | Lugar                    | Medalla           | Prueba        |
| 1992                              | Barcelona (España)       | Medalla de oro    | 200 m B2      |
| 1992                              | Barcelona (España)       | Medalla de oro    | 400 m B2      |
| 1992                              | Barcelona (España)       | Medalla de oro    | 800 m B2      |
| 1992                              | Barcelona (España)       | Medalla de oro    | 1500 m B2     |
| 1992                              | Barcelona (España)       | Medalla de plata  | 100 m B2      |
| Representando a Rusia             |                          |                   |               |
| Juegos Paralímpicos               |                          |                   |               |
| Año                               | Lugar                    | Medalla           | Prueba        |
| 1996                              | Atlanta (Estados Unidos) | Medalla de oro    | 800 m 11      |
| 1996                              | Atlanta (Estados Unidos) | Medalla de oro    | 800 m T10-11  |
| 1996                              | Atlanta (Estados Unidos) | Medalla de oro    | 1500 m T10-11 |
| 1996                              | Atlanta (Estados Unidos) | Medalla de oro    | 3000 m T10-11 |
| 2000                              | Sídney (Australia)       | Medalla de oro    | 800 m T12     |
| 2000                              | Sídney (Australia)       | Medalla de oro    | 1500 m T12    |
| 2000                              | Sídney (Australia)       | Medalla de oro    | 5000 m T12    |
| 2004                              | Atenas (Grecia)          | Medalla de plata  | 800 m T12     |
| 2004                              | Atenas (Grecia)          | Medalla de bronce | 1500 m T12    |